# Muzeum vah
Muzeum vah je muzeum v Humpolci, umístěno je v Pelhřimovské ulici čp. 1054, založeno bylo 6. června 1998 s tím, že sbírka předmětů do muzea byla zahájena v roce 1979, muzeum je zřizováno Miroslavem Moravcem.

## Historie
Sbírka muzea byla zahájena v roce 1979, kdy Miroslav Moravec zakoupil první váhy značky KAMOR, posléze získal dalších 7 kusů různých vah, v roce 2008 sbírka měla 1000 kusů různých vah. V roce 1998 bylo otevřeno muzeum vah, od roku 2009 byla zahájena pravidelná otevírací doba.

## Expozice
K 9. červnu 2015 bylo ve sbírce muzea celkem 1538 jednotlivých vah, ve sbírkách jsou váhy z Japonska, USA, Německa, Rakouska, Polska a dalších států. Součástí sbírky jsou váhy lékárenské, jednomiskové, z textilní továrny. Součástí sbírky jsou také různá závaží, jak se značkou liber nebo kilogramů, tak také různá jiná, například s označením dle různých zvířat. Jako vzácný exponát je uváděn nůž Jiřího Effa se zabudovanými vahami.